# Taylor Swift
Taylor Alison Swift (Reading, 13 december 1989) is een Amerikaans singer-songwriter, muzikante, regisseuse, dichteres, schrijfster en actrice. Ze werd internationaal bekend met de single Love story (2008) en had daarna nog diverse hits. Swift begon haar carrière in de countrymuziek, maar experimenteerde vanaf haar vierde album Red (2012) met haar muziekstijl. Haar daaropvolgende albums zijn te plaatsen in de popmuziek. Op folklore en evermore (beide uit 2020) zijn ook invloeden van indiemuziek te horen.
Swifts werk kent zowel commercieel als professioneel succes. Zes van haar albums verkochten meer dan 1 miljoen exemplaren in de Verenigde Staten in hun eerste week, wat haar de enige artiest maakt die dit heeft bereikt. Daarnaast is Swift in het bezit van veertien Grammy Awards, een van de hoogste onderscheidingen in de muziekindustrie. Ze won viermaal de Grammy Award voor Album of the Year (voor Fearless (in 2010), 1989 (2016), folklore (2021) en Midnights (2024)). Swift is de enige artiest die deze prijs vier keer heeft gewonnen. Swift is ook recordhouder voor wat betreft het hoogste aantal ontvangen American Music Awards (40) en MTV VMA Video of the Year Awards (4). In 2019 werd ze verkozen tot artiest van het decennium (jaren 10) door de American Music Awards en tot vrouw van het decennium (jaren 10) door het Amerikaanse muziektijdschrift Billboard. In 2023 riep Time Magazine haar uit tot Person of the Year, als enige soloartiest ooit.

## Biografie

### Jeugd
Swift groeide op in Wyomissing (Pennsylvania) op een kerstbomenkwekerij. Haar vader werkte als bankadviseur en haar moeder was werkzaam bij een beleggingsfonds. Taylor heeft een jongere broer die werkzaam is als acteur. Taylor Swift is de kleindochter van operazangeres Marjorie Finlay en baseerde later haar personage in de videoclip voor Wildest dreams op haar oma. Op Swifts album evermore uit 2020 staat het nummer marjorie dat over haar oma gaat.
Toen Swift in het vierde leerjaar zat, won ze een nationale poëziewedstrijd met het drie pagina's lange gedicht Monster in my closet. Op twaalfjarige leeftijd leerde een computer-reparateur haar drie akkoorden op de gitaar spelen. Al snel schreef ze haar eerste liedje, Lucky you. In datzelfde jaar besteedde Swift een hele zomer aan het schrijven van een 350 pagina's lange roman, die nooit is uitgegeven. Daarnaast bleef ze regelmatig liedjes schrijven. Op school werd ze gepest en het schrijven van liedjes was een uitlaatklep voor haar emoties. Ze begon ook op te treden op lokale festivals en deed mee aan karaokewedstrijden.
Ze ging regelmatig naar Nashville (Tennessee), om met lokale songwriters te werken. Op veertienjarige leeftijd verhuisde ze met haar familie naar Nashville, waar ze naar de Hendersonville High School ging. De laatste twee jaar van de middelbare kreeg ze thuis les. In 2008 behaalde ze haar diploma van het middelbaar onderwijs.

### Carrière
Swifts grootste muzikale voorbeeld is Shania Twain, maar ook LeAnn Rimes, Tina Turner en Dolly Parton noemt ze als haar inspiratiebronnen. Een ander groot voorbeeld is James Taylor, naar wie ze ook vernoemd is. Op haar elfde bezocht Swift voor het eerst Nashville, waar ze bij verschillende platenlabels een cd met zelf ingezongen karaokeliedjes afleverde, in de hoop haar eigen muziek uit te kunnen brengen met een platencontract. Velen wezen haar echter af vanwege haar jonge leeftijd. Toch werd ze op haar veertiende als jongste songwriter ooit aangenomen bij Sony/ATV Tree publishing house. Op haar vijftiende bood RCA haar een development deal aan, die ze afwees omdat ze geen eigen liedjes zou mogen zingen. Kort daarna kreeg ze een ander contract aangeboden door Scott Borchetta, oprichter van het destijds nieuwe indielabel Big Machine, na het zien van een optreden in het Bluebird café in Nashville.

#### Debuutalbum

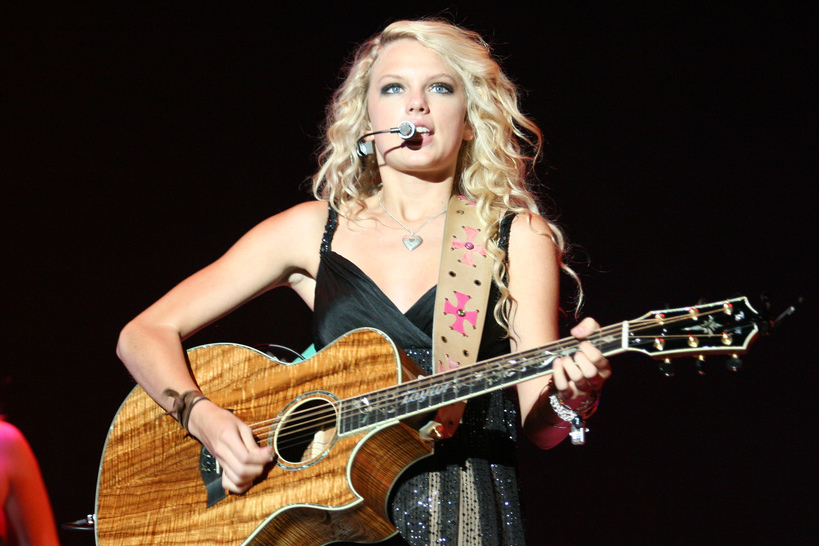
Taylor Swift aan het begin van haar carrière, 2007

In 2006 bracht Swift haar debuutsingle Tim McGraw uit. Op 26 oktober van datzelfde jaar verscheen haar debuutalbum Taylor Swift, waarvan tijdens de eerste week al 39.000 exemplaren verkocht werden in de Verenigde Staten, waar het album het meest succesvol was. Het bereikte de vijfde plaats in de albumlijst en stond daarin ruim 200 weken genoteerd, het grootste aantal in het decennium 2000-2010. Het naar haarzelf genoemde debuut bevat de singles Tim McGraw, Teardrops on my guitar, Our song en Picture to Burn, die het alle vier erg goed deden in de Amerikaanse hitlijsten. Our song stond zes weken op nummer één in de country-hitlijsten, wat haar de jongste artiest ooit maakte die de topnotering behaalde met een zelfgeschreven nummer.
In oktober 2007 kreeg Swift de prijs 'Songwriter/Artiest van het Jaar' van de Nashville Songwriters Assn. Intl., als jongste artiest ooit.
In 2007 bracht Swift een kerstalbum uit, Sounds of the Season: The Taylor Swift Holiday Collection, dat exclusief verkocht werd bij Target. In 2008 werd ze genomineerd voor een Grammy Award voor Best New Artist, maar verloor deze van Amy Winehouse.

#### FearlessenSpeak Now
Swifts tweede studioalbum, Fearless, werd in de Verenigde Staten uitgebracht op 11 november 2008. Met 592.304 verkochte exemplaren in zijn eerste week waren de verkoopcijfers hoger dan die in de openingsweek van eender welk ander album door een vrouwelijke artiest in 2008. De eerste single van het album, Love story, werd een hit in zowel de country- als de pophitlijsten. Op YouTube is het ruim 660 miljoen keer bekeken. Ook You Belong with Me werd een grote hit. Het album Fearless werd genomineerd voor acht Grammy's, waarvan ze er vier won, waaronder een voor Album of the Year, wat haar de jongste winnaar van deze prijs ooit maakte.
Op 19 januari 2010 bracht Swift Today Was a Fairytale uit als soundtrack bij de film Valentine's Day, waarin ze haar acteerdebuut maakte.
In juli 2010 onthulde Billboard dat haar derde album Speak Now zou heten. Het kwam uit op 25 oktober 2010. Ze schreef dit album volledig zelf. Op 4 augustus 2010 lekte de eerste single van dit album, Mine, uit op internet. Big Machine besloot daarop het nummer vroeger uit te brengen dan gepland was. Back to December schreef ze naar aanleiding van haar, inmiddels beëindigde, relatie met Twilight-acteur Taylor Lautner. Dear John heeft betrekking op haar relatie uit het verleden met John Mayer.
Het album Speak Now werd genomineerd voor drie Grammy's, waarvan Swift er twee won voor Mean.
Swifts eerste livealbum, Speak Now World Tour: Live, waarop alle zeventien optredens uit het Noord-Amerikaanse deel van haar tournee te zien zijn, kwam uit op 21 november 2011. Swift maakte ook bekend dat ze 25 liedjes had geschreven voor een album dat eind 2012 zou uitkomen, onder de titel Red.
In 2011 werkte Taylor mee aan de soundtrack voor The Hunger Games, een film gebaseerd op het gelijknamige boek van Suzanne Collins. Haar lied Safe & Sound werd als eerste nummer van de soundtrack uitgebracht. Ze heeft het lied samen met The Civil Wars geschreven, waarmee ze het ook heeft opgenomen. Voor dit nummer wonnen ze een Grammy in de categorie Best song written for Visual media. Ook heeft ze voor de film het nummer Eyes open opgenomen, dat ze wel alleen heeft geschreven.

#### Red

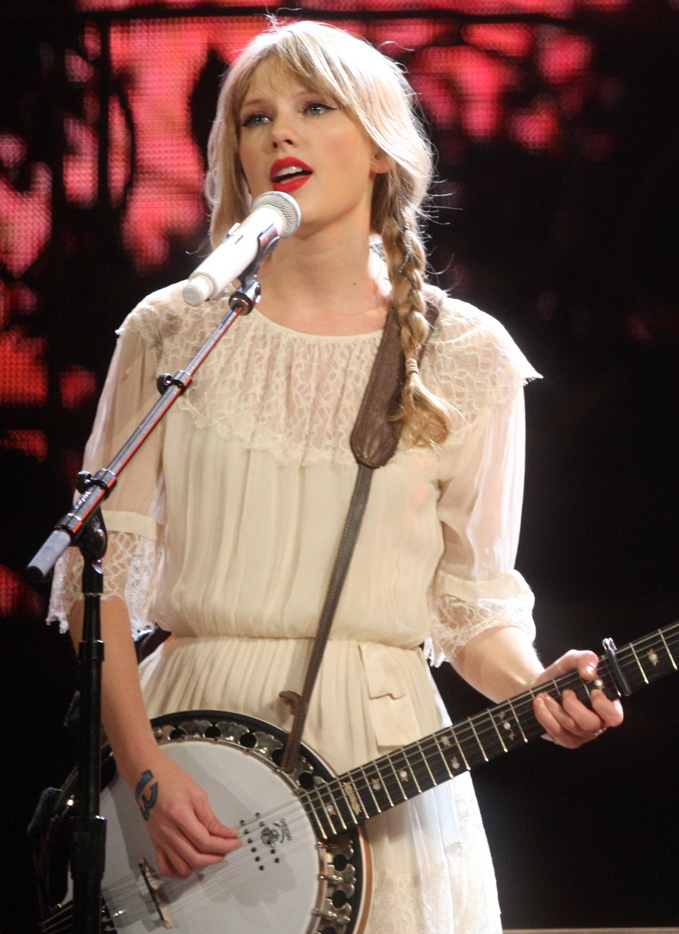
Swift, Sydney 2012

Taylors vierde album, Red, verscheen op 22 oktober 2012. De cd bevat 16 nummers. Er werd ook een luxe-editie uitgebracht, waarop zes extra liedjes te beluisteren zijn. Op deze cd heeft Taylor een paar nummers samen geschreven met gastschrijvers, zoals Max Martin en Joan Shellback. Bovendien bevat het album twee duetten. The last time schreef Swift met Snow Patrol-voorman Gary Lightbody. Samen met Ed Sheeran schreef en zong zij Everything Has Changed.
Red is in vergelijking met Taylors voorgaande cd's meer gericht op het grote publiek en is beïnvloed door onder meer dubstep en onder andere de genres pop en country.
Volgens het muziektijdschrift Billboard was de zangeres met 35,7 miljoen dollar in 2011 en met 29 miljoen dollar in 2013 de best verdienende artiest. Ook heeft ze veel records gehaald, waaronder twee Guinness Book of World Records voor de enige vrouwelijke artiest ooit die drie albums op rij uitbracht die alle drie meer dan 1 miljoen keer werden verkocht in de eerste week. En voor haar hit We are never ever getting back together, die de snelste digitale nummer 1-hit ooit was geworden door in 50 minuten nadat ze was uitgebracht op nummer 1 te staan.
Taylor Swift won ruim 250 awards, waaronder 12 Grammy Awards (uit 34 nominaties), 16 American Music Awards, 11 Country Music Association Awards, 22 Billboard Music Awards en één Emmy Award.
Red was het bestverkochte album in de eerste week sinds 2001. Voor dat album kreeg ze een Album of the Year-nominatie bij de Grammy Awards van 2014.

#### Overstap naar popmuziek

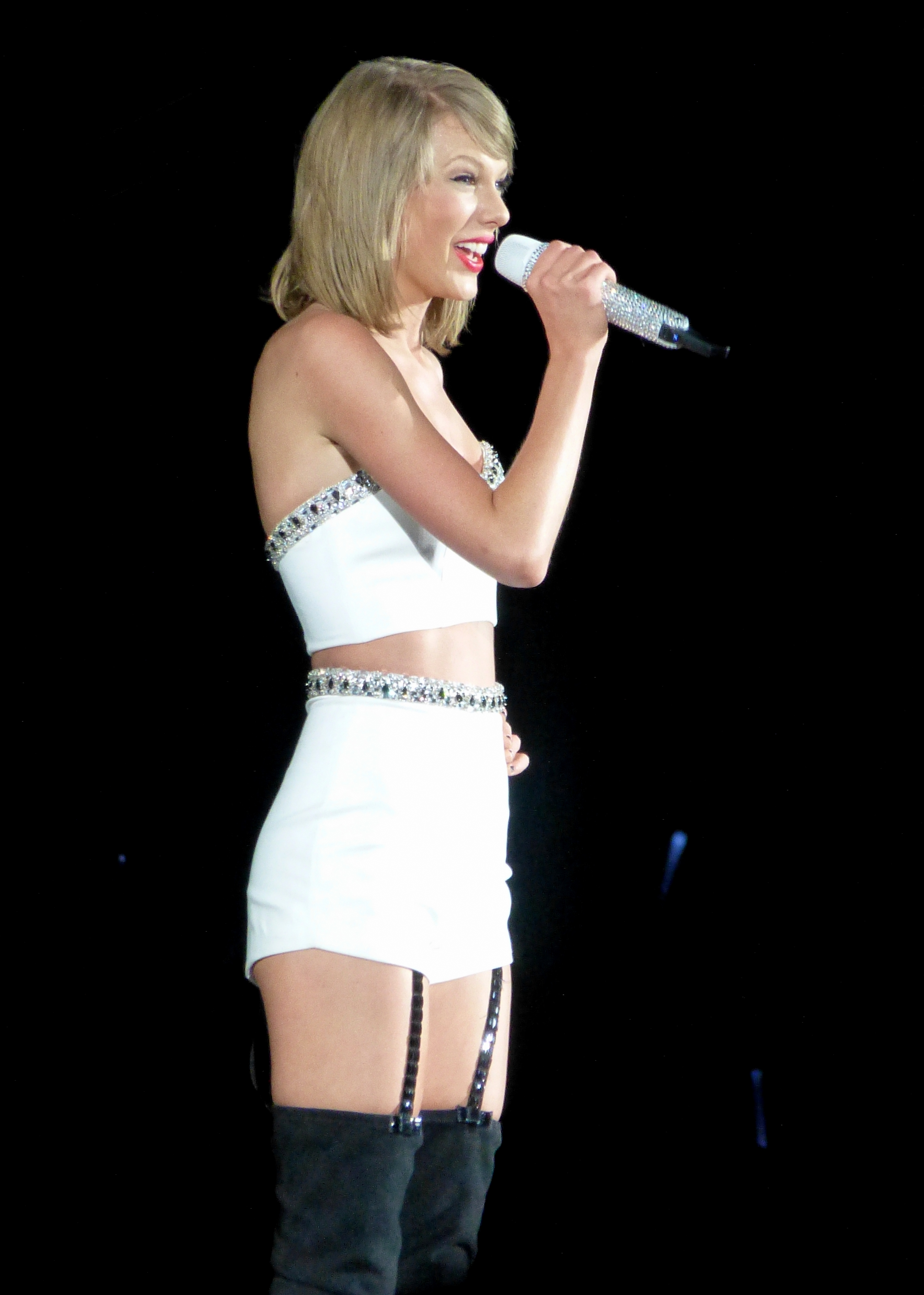
Taylor Swift tijdens haar 1989 World Tour, Detroit, 30 mei 2015

Hoewel Swift al op Red experimenteerde met popmuziek, kondigde ze in 2014 aan dat ze haar eerste "echte" popalbum, 1989, zou uitbrengen. Verschillende singles van dit album waren erg populair. Swift behaalde met de singles Shake It Off, Blank Space en Bad blood de toppositie van de Amerikaanse, Canadese en Australische hitlijsten. Met Blank space wist Swift zelfs zichzelf van de eerste plek van de Amerikaanse Billboard Hot 100 te stoten, wat haar de eerste en enige vrouw maakt die dit ooit is gelukt. In Nederland en Vlaanderen waren vooral Shake it off en Blank space populair en beide bereikten de top 20 van de hitlijsten. Andere singles van 1989 waren Style, Wildest dreams, Out of the Woods en New Romantics.
Met 1989 behaalde Swift zowel commercieel als professioneel succes. Hoewel de verkoop van albums vanaf de jaren 10 steeds meer inzakte door de opkomst van streamingdiensten, wist Swift in de Verenigde Staten 1,28 miljoen exemplaren in de eerste week na de release op 27 oktober 2014 te verkopen. Ook daarbuiten was het album populair. In zowel Nederland als Vlaanderen was het Swifts eerste album dat de top van de hitlijsten behaalde. Binnen 36 weken werden vijf miljoen exemplaren van 1989 verkocht.
Naast het commerciële succes van 1989 werd het album geprezen door recensenten en won Swift verschillende prijzen. Zo won ze Grammy Awards voor het beste popalbum en album van het jaar voor 1989. Met deze winst was Swift de eerste vrouwelijke artiest die de prijs voor album van het jaar twee keer won. Daarnaast won de videoclip van Bad blood verschillende prijzen, waaronder een Grammy Award voor de beste videoclip en Swifts eerste MTVA VMA Video of the Year. Voor de videoclip van Bad blood werkte Swift samen met rapper Kendrick Lamar en in de clip was ze samen met een ensemblecast van modellen en zangeressen te zien. Daarnaast werd Swift gekroond tot Billboard-vrouw van het jaar (2014) en beste internationale vrouwelijke artiest bij de Brits (2015). Ze ontving ook de Dick Clark Award for Excellence bij de American Music Awards.
In de aanloop naar het uitbrengen van 1989 bond Swift de strijd aan met Spotify. Ze haalde al haar muziek van de streamingdienst af omdat ze vond dat Spotify artiesten, producers en muzikanten niet eerlijk compenseerde voor hun bijdragen. Later bekritiseerde ze ook Apple Music omdat deze streamingdienst geen royalty's zou uitbetalen aan artiesten als mensen tijdens de proefperiode naar hun muziek zouden luisteren. Apple Music paste na deze kritiek en de dreiging dat Swift 1989 van hun platform zou verwijderen zijn beleid aan. Swifts muziek verscheen pas in 2017 weer op Spotify.
Van mei tot december 2015 tourde Swift de wereld over met haar 1989 World Tour. Een concertfilm van deze tournee verscheen eind 2015 op Apple Music. Van maart 2015 tot juni 2016 had Swift een relatie met dj Calvin Harris. Samen schreven zij het lied This Is What You Came For, wat Harris samen met Rihanna uitbracht. Swift werd aanvankelijk genoemd onder het pseudoniem Nils Sjöberg.

#### Controverse en reputation

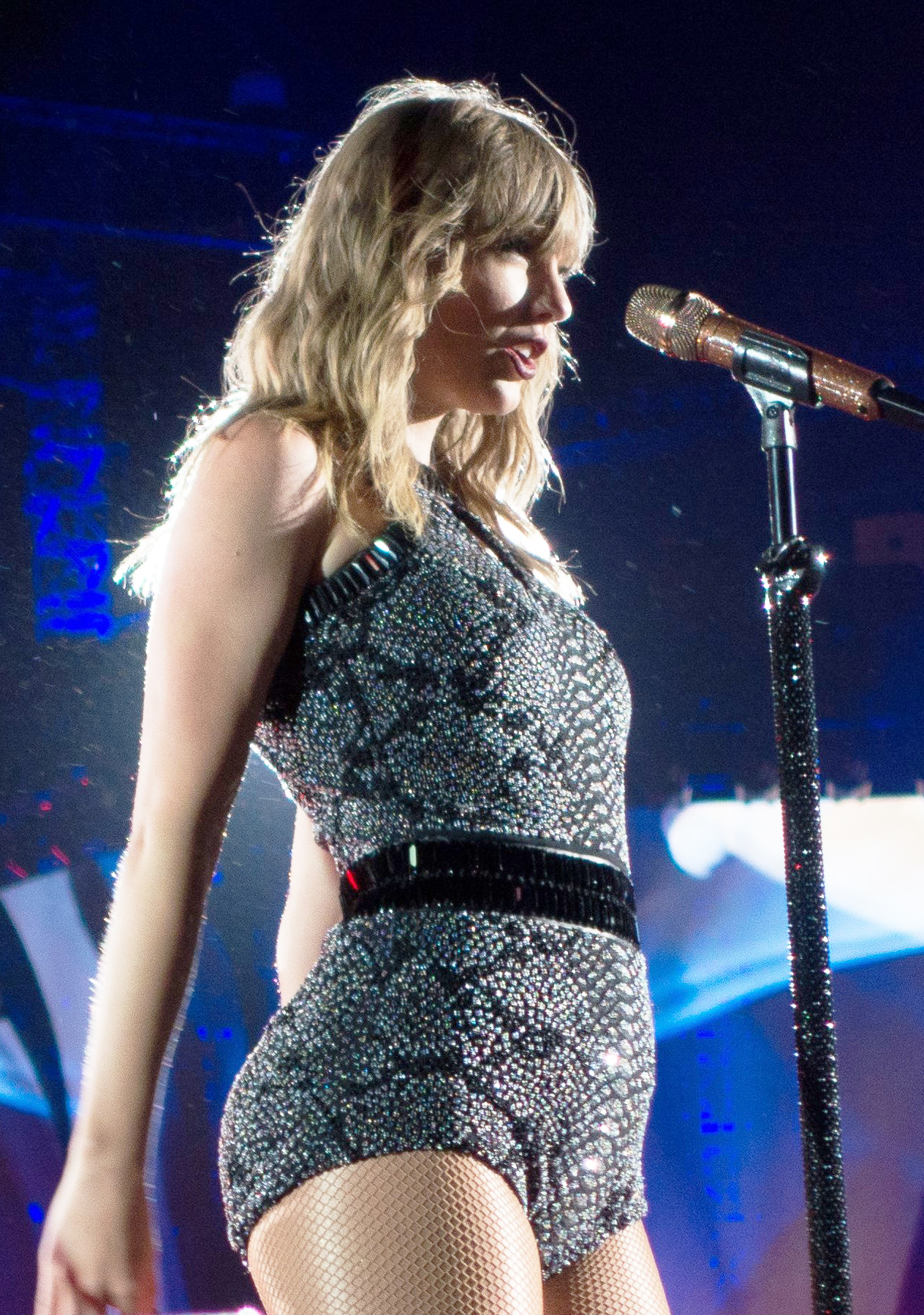
Swift tijdens de Reputation-tournee in 2018

#### Conflict over muziekrechten

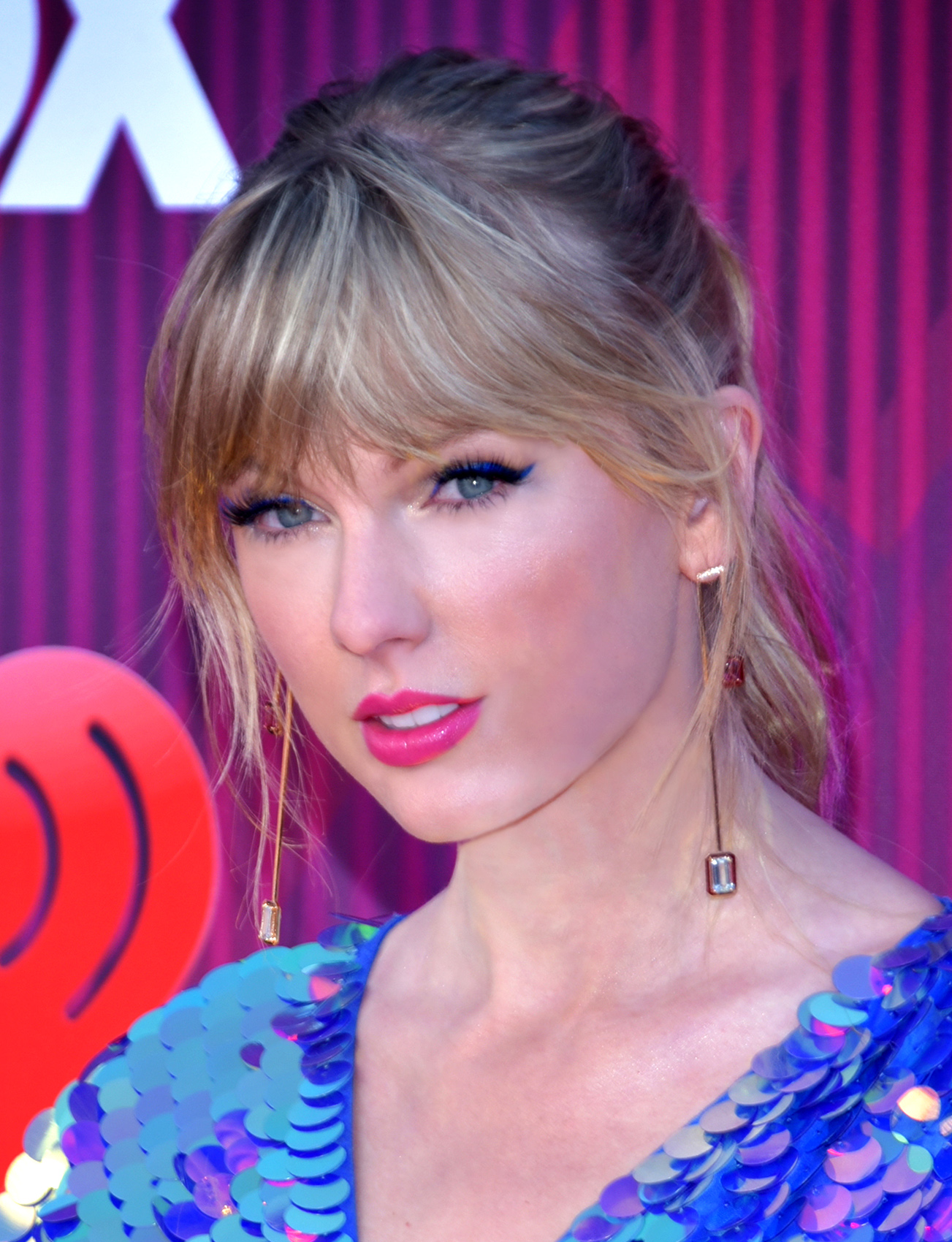
Swift tijdens de iHeartRadio Music Awards in 2019

#### Folklore en evermore

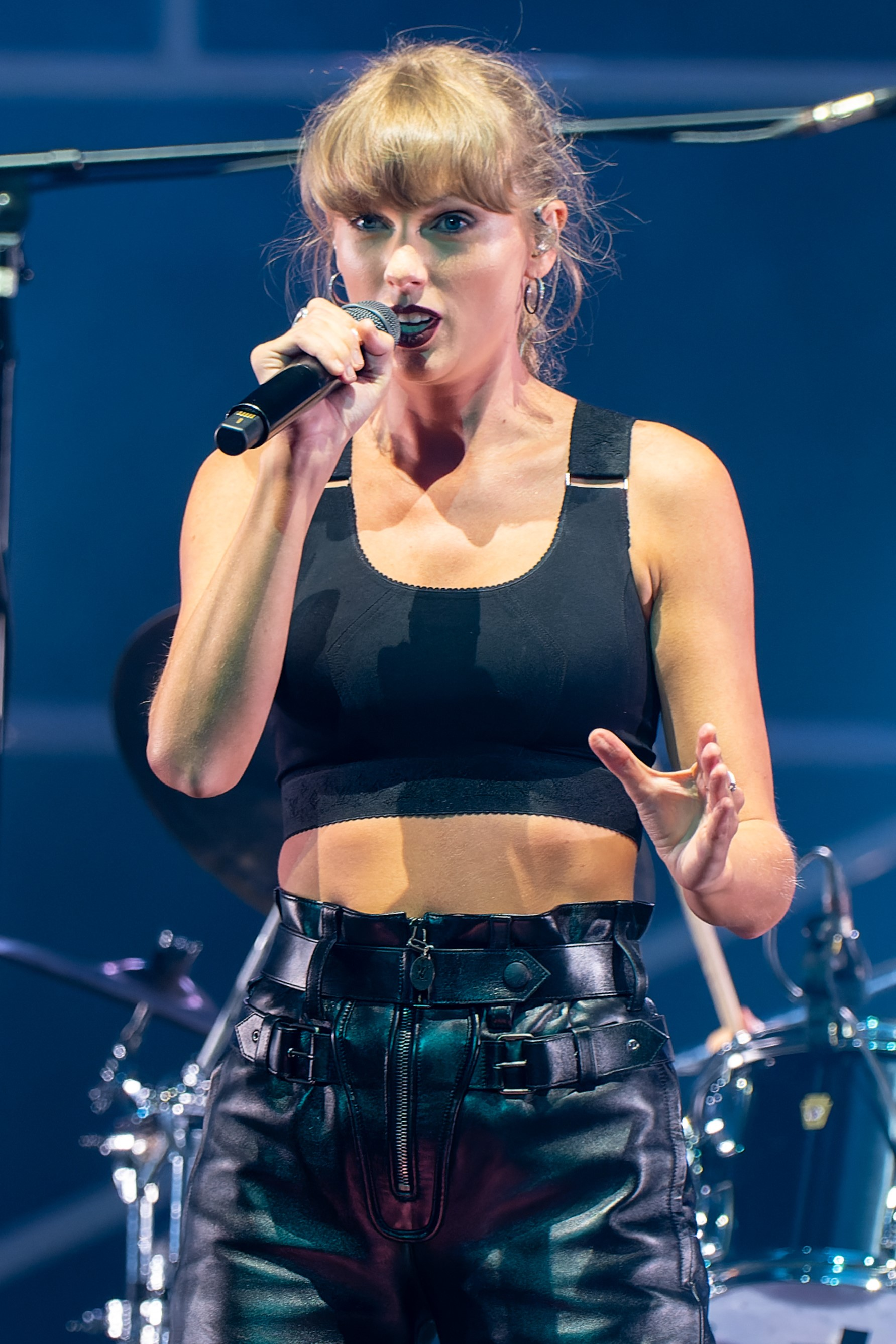
Swift tijdens een gastoptreden bij een concert van Haim in 2022

#### Heropnamen en Midnights

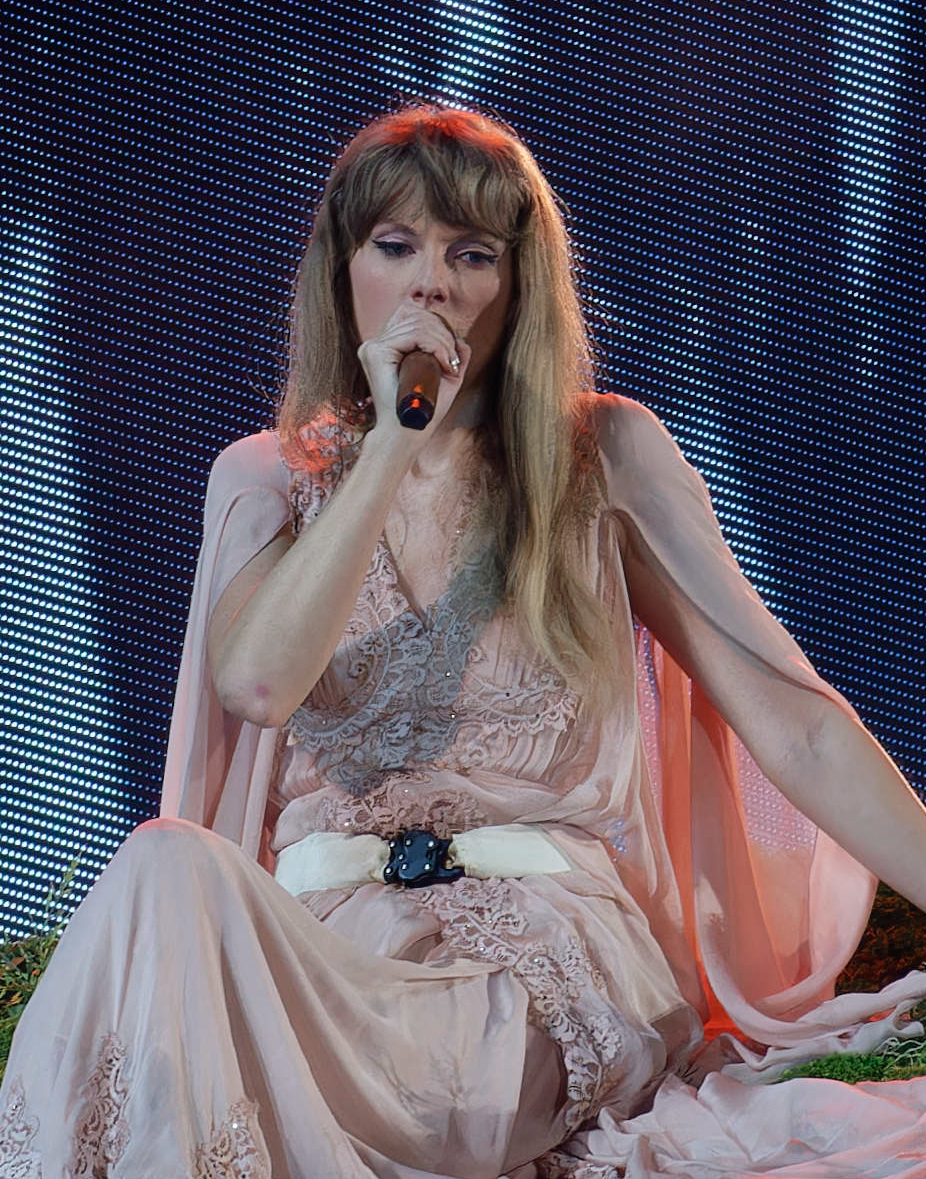
Swift tijdens de Eras Tour (2023)